# DIRAS1
DIRAS1 (англ. DIRAS family GTPase 1) – білок, який кодується однойменним геном, розташованим у людей на короткому плечі 19-ї хромосоми. Довжина поліпептидного ланцюга білка становить 198 амінокислот, а молекулярна маса — 22 329.
| 10         |  | 20         |  | 30         |  | 40         |  | 50         |
| ---------- |  | ---------- |  | ---------- |  | ---------- |  | ---------- |
| MPEQSNDYRV |  | VVFGAGGVGK |  | SSLVLRFVKG |  | TFRDTYIPTI |  | EDTYRQVISC |
| DKSVCTLQIT |  | DTTGSHQFPA |  | MQRLSISKGH |  | AFILVFSVTS |  | KQSLEELGPI |
| YKLIVQIKGS |  | VEDIPVMLVG |  | NKCDETQREV |  | DTREAQAVAQ |  | EWKCAFMETS |
| AKMNYNVKEL |  | FQELLTLETR |  | RNMSLNIDGK |  | RSGKQKRTDR |  | VKGKCTLM   |

A: Аланін

C: Цистеїн

D: Аспарагінова кислота

E: Глутамінова кислота

F: Фенілаланін

G: Гліцин

H: Гістидин

I: Ізолейцин

K: Лізин

L: Лейцин

M: Метіонін

N: Аспарагін

P: Пролін

Q: Глутамін

R: Аргінін

S: Серин

T: Треонін

V: Валін

W: Триптофан

Кодований геном білок за функцією належить до ліпопротеїнів. 
Задіяний у такому біологічному процесі, як метилювання. 
Білок має сайт для зв'язування з нуклеотидами, ГТФ. 
Локалізований у клітинній мембрані, мембрані.